# Dichelomorpha lineata
Dichelomorpha lineata är en skalbaggsart som beskrevs av Gilbert John Arrow 1907. Dichelomorpha lineata ingår i släktet Dichelomorpha och familjen Melolonthidae. Inga underarter finns listade i Catalogue of Life.